# Hausberk (okres Chomutov)
Hausberk je zaniklý hrad, který stával v Bezručově údolí v Krušných horách necelých šest kilometrů severozápadně od Chomutova. Místo se nachází v nadmořské výšce 539 metrů na ostrožně Zámeckého vrchu, který vybíhá nad pravý břeh Chomutovky jeden kilometr severně od Krásné Lípy. Dochovaly se pouze valy a příkopy.

## Historie
Písemné zprávy o hradu chybí. Nalezená keramika datuje období vzniku i zániku hradu do 14. století. V té době patřila většina okolních panství chomutovské komendě řádu německých rytířů. Je proto možné, že hrad založili oni jako strážní a opěrný bod. Ovšem hrad se nachází daleko od obchodní cesty, která vedla z Chomutova přes Strážky, Křimov a Novou Ves do Saska, i od okolních vesnic, které by mohl chránit. Jeho výstavba řádem tedy není příliš pravděpodobná.

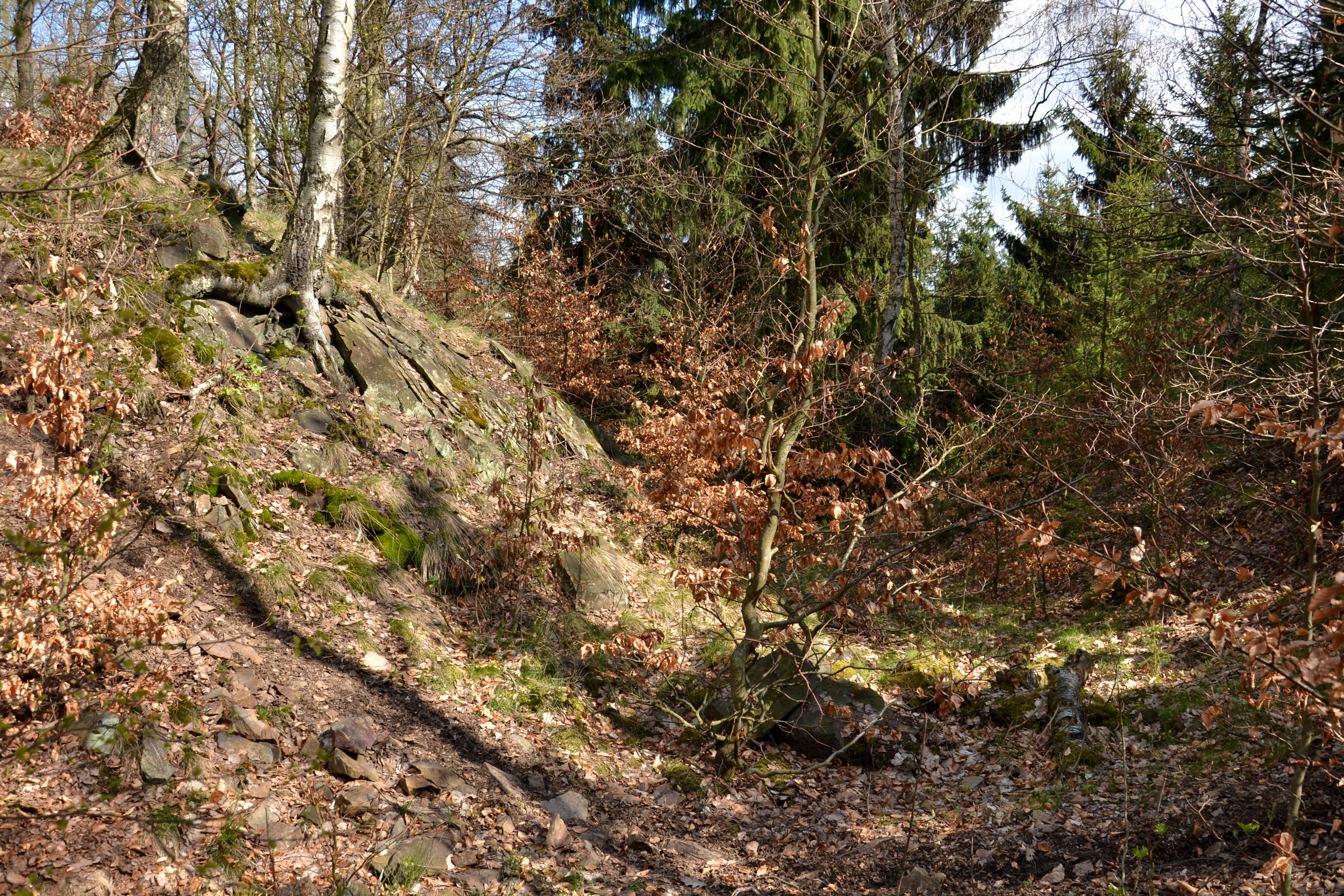
První příkop mezi předhradím a předním pahorkem

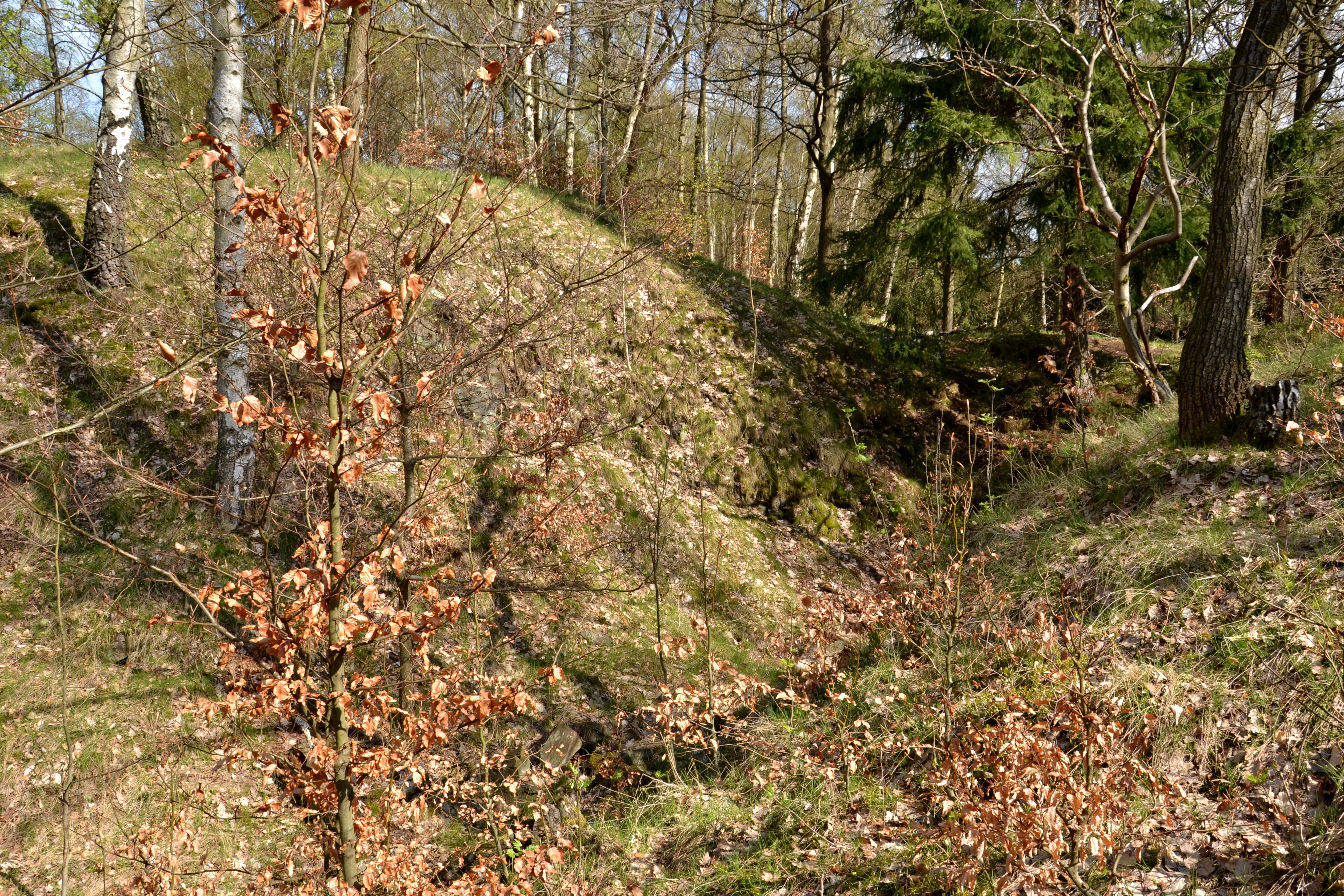
Druhý příkop okolo centrálního pahorku

Druhá hypotéza říká, že zakladatelem mohl být některý příslušník rodu Alamsdorfů, jehož hlavním majetkem byl nedaleký Březenec a hrad Najštejn. V roce 1323 se dělil majetek Jetřicha z Alamsdorfu mezi jeho syny. V rozdělení majetku jsou mimo jiné uvedeny platy v Krásné Lípě, Domině, Nové Vsi a Čáslavi (snad dnešní Šerchov), které připadly bratrům Janovi a Hukovi. Je tedy možné, že stavebníkem hradu byl jeden z nich.
Jan a Huk prodali platy z Dominy a Krásné Lípy za 32 kop pražských grošů chomutovskému měšťanovi Janu Plabnerovi v roce 1359. Poslední alamsdorfské majetky získal řád německých rytířů v roce 1381, kdy mu Fricolt z Alamsdorfu prodal březenecké panství se vším příslušenstvím za padesát kop pražských grošů.
Podle dochovaných listin se zdá, že Alamsdorfové vedli s řádem spory, jejichž součástí byly přepady a ničení majetku, ale nebylo v jejich možnostech dlouhodobě vzdorovat snaze řádu o vybudování uceleného panství. Hausberk tak mohl zaniknout během těchto sporů, nebo brzy poté, co ho řád získal a neměl důvod ho nadále udržovat.

## Stavební podoba

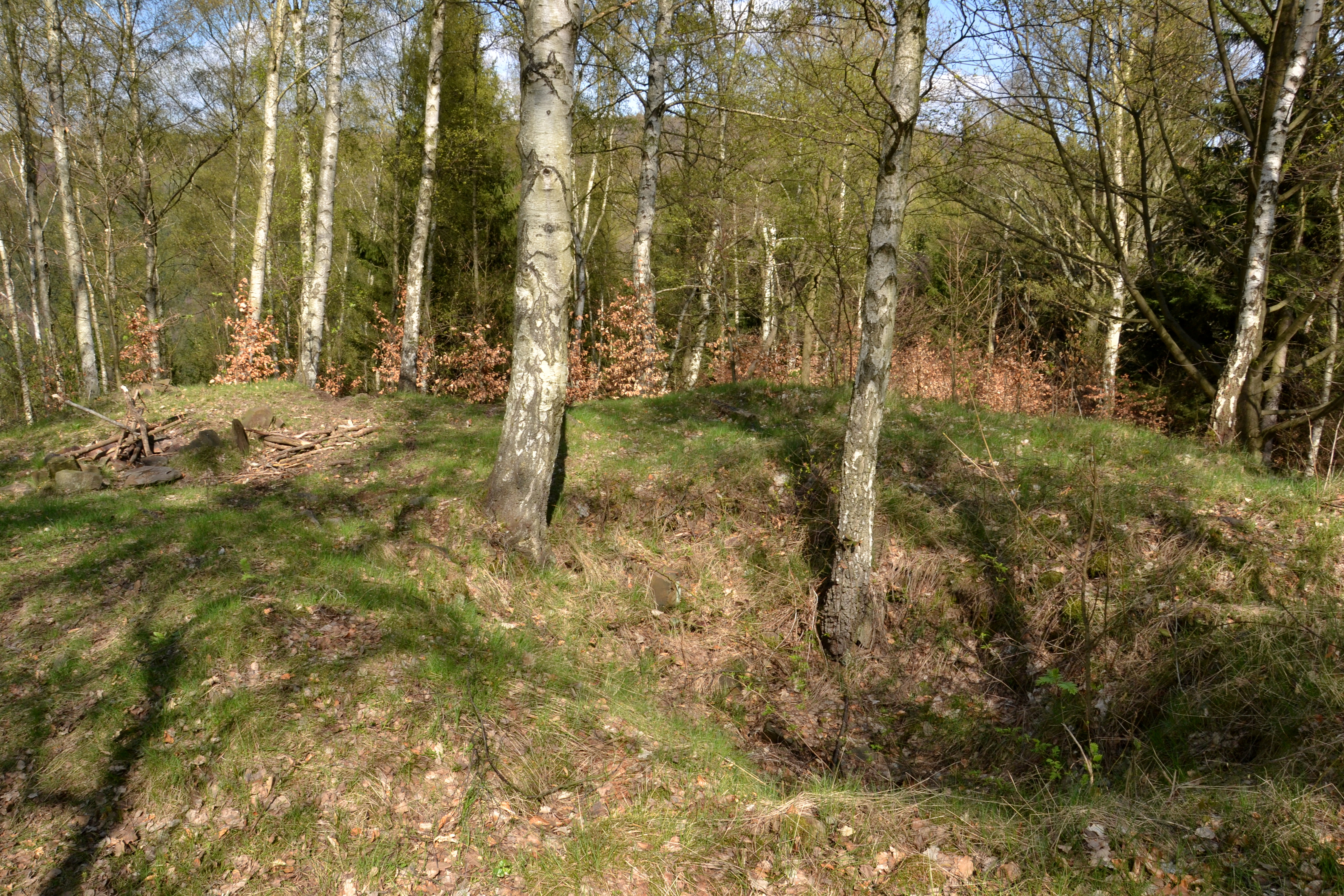
Plocha centrálního pahorku s výkopem chomutovského muzea

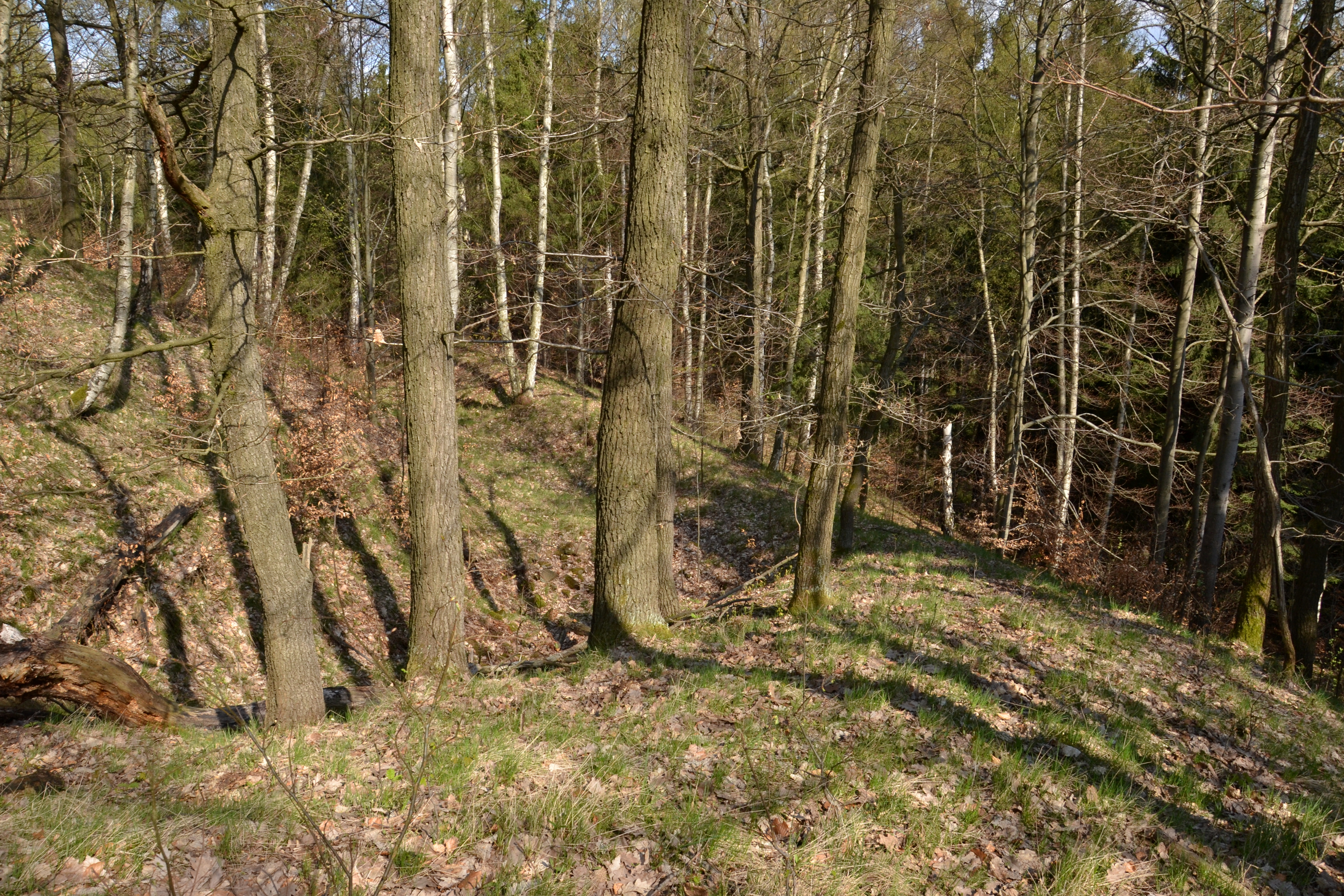
Napojení jižního valu na přední pahorek

Hrad stál na pahorcích, které vznikly několikanásobným překopáním ostrohu. Za prvním příkopem se nacházelo obdélné předhradí, které je dnes beze stop zástavby. Na čelní straně bylo opevněné valem. Za předhradím začíná příkop, který ze tří stran obtáčí celý zbytek hradu. Chybí jen na severozápadní straně, kde hrad chrání prudký svah.
Za příkopem se nachází první pahorek přibližně půlkruhového půdorysu. Z východního cípu vybíhá val, který na východní straně chrání střední pahorek a navazuje na zadní půlkruhový pahorek. Střední pahorek je obehnán zmiňovaným valem a hlubokým příkopem. Byl opevněn kamennou hradbou dochovanou v nepatrných náznacích základů. Uprostřed potom stála zřejmě obytná a obranná věž. Mohla být kamenná nebo dřevěná na kamenné podezdívce. Mezi prvním a druhým pahorkem je do dna příkopu ve skále vysekaná prohlubeň. Pravděpodobně sloužila jako cisterna na vodu.
Na všech třech pahorcích jsou zřetelné jámy po výkopech chomutovského muzea, které zde v roce 1926 provádělo archeologický výzkum. Předhradí, oba krajní pahorky a koruny valů byly zřejmě opevněny palisádou nebo polským plotem a stály na nich dřevěné hospodářské stavby.

## Přístup
Nejsnazší cesta ke zbytkům hradu vede z Chomutova po modré turistické značce. Asi 700 m před Prvním mlýnem vede přes Chomutovku dřevěná lávka, za kterou z turisticky značené stezky odbočují dvě cesty. Cesta, která Zámecký vrch obchází zleva a pokračuje směrem k Domině, vede po 500 m těsně kolem zbytků hradu.